# Тамбукан (хутор)
Тамбука́н — хутор в Предгорном районе (муниципальном округе) Ставропольского края России.
До 16 марта 2020 года входил в состав муниципального образования «Сельское поселение Этокский сельсовет».

## Название
Назван в честь знаменитого лечебного озера Тамбукан.

## География
Расстояние до краевого центра: 154 км.
Расстояние до районного центра: 24 км.

## Население
| 1925 | 1926 | 1989 | 2002 | 2010 | 2014 |
| ---- | ---- | ---- | ---- | ---- | ---- |
| 201  | ↘138 | ↗624 | ↗702 | ↗724 | ↘700 |

По данным переписи 2002 года, в национальной структуре населения преобладают русские (97 %).

## Инфраструктура
- Фельдшерско-акушерский пункт п. Тамбукан — ул. Кирова.

## Образование
- Детский сад № 11[12]
- Средняя общеобразовательная школа № 27[13]

## Транспорт
В Тамбукан можно приехать из города Пятигорска на автобусе № 107.

## Кладбище
В границах хутора находится общественное открытое кладбище площадью 16 243 м².